# Because of You (Gustaph-Lied)
Because of You (englisch für Deinetwegen) ist ein englischsprachiger Popsong, der von Stef Caers und Jaouad Alloul geschrieben wurde. Mit dem Titel vertrat Caers, der unter seinem Künstlernamen Gustaph auftritt, Belgien beim Eurovision Song Contest 2023 (ESC) in Liverpool.

## Hintergrund und Produktion
Im Oktober 2022 kündigte die flämische Rundfunkanstalt VRT eine Vorentscheidung für den Eurovision Song Contest 2023 an. Am 8. November wurde bekanntgegeben, dass Gustaph an der Show teilnehmen werde. Er war bereits in den Jahren 2018 und 2021 Begleitsänger für den belgischen Beitrag beim ESC.
Mit insgesamt 278 Punkten konnte Gustaph die Vorentscheidung Eurosong 2023 am 14. Januar 2023 für sich entscheiden, obwohl er weder in der Telefonabstimmung noch bei der Jury die Höchstpunktzahl erreichte.

## Musik und Text
Laut Angaben des Sängers feiert der Titel sowohl die Unterschiede als auch die Gemeinsamkeiten der Menschen. Aufgrund seines musikalischen Hintergrundes habe Gustaph bewusst darauf hingearbeitet, Reminiszenzen an House und Gospel der 90er-Jahre in das Lied einfließen zu lassen.

## Beim Eurovision Song Contest
Belgien nahm in der ersten Hälfte des zweiten Halbfinales des Eurovision Song Contest 2023 teil, das am 11. Mai 2023 stattfand. Der Song startete dort an fünfter Stelle von 16 Teilnehmern, belegte in der Wertung mit 90 Punkten den achten Platz und zog damit ins Finale ein, das am 13. Mai 2023 stattfand. Im Finale startete Belgien von Startposition 16 und erreichte am Ende mit 182 Punkten den siebten Platz.

## Veröffentlichung
Der Titel wurde als Musikstream am 13. Januar 2023 veröffentlicht.

## Chartplatzierungen
| ChartsChartplatzierungen     | Höchstplatzierung | Wochen |
| ---------------------------- | ----------------- | ------ |
| Flandern (Ultratop)          | 2 (31 Wo.)        | 31     |
| Vereinigtes Königreich (OCC) | 63 (1 Wo.)        | 1      |
| Wallonie (Ultratop)          | 34 (4 Wo.)        | 4      |